# Asian 5 Nations Division 2 2009
El Asian 5 Nations Division 2 de 2009 fue la cuarta edición del torneo de tercera división organizado por la federación asiática (AR).
El campeonato se disputó en la ciudad de Delhi, India.

## Equipos participantes
- Selección de rugby de China
- Selección de rugby de India
- Selección de rugby de Malasia
- Selección de rugby de Pakistán

## Desarrollo

### Semifinales
| 3 de junio | Malasia | 43 - 29 | India |  |  |

| 3 de junio | China | 25 - 19 | Pakistán |  |  |

### Tercer puesto
| 6 de junio | India | 44 - 3 | Pakistán |  |  |

### Final
| 6 de junio | Malasia | 43 - 15 | China |  |  |

| Bandera de Malasia               |
| Campeón de la División 2 Malasia |
| Primer título                    |